# Hercule Florence

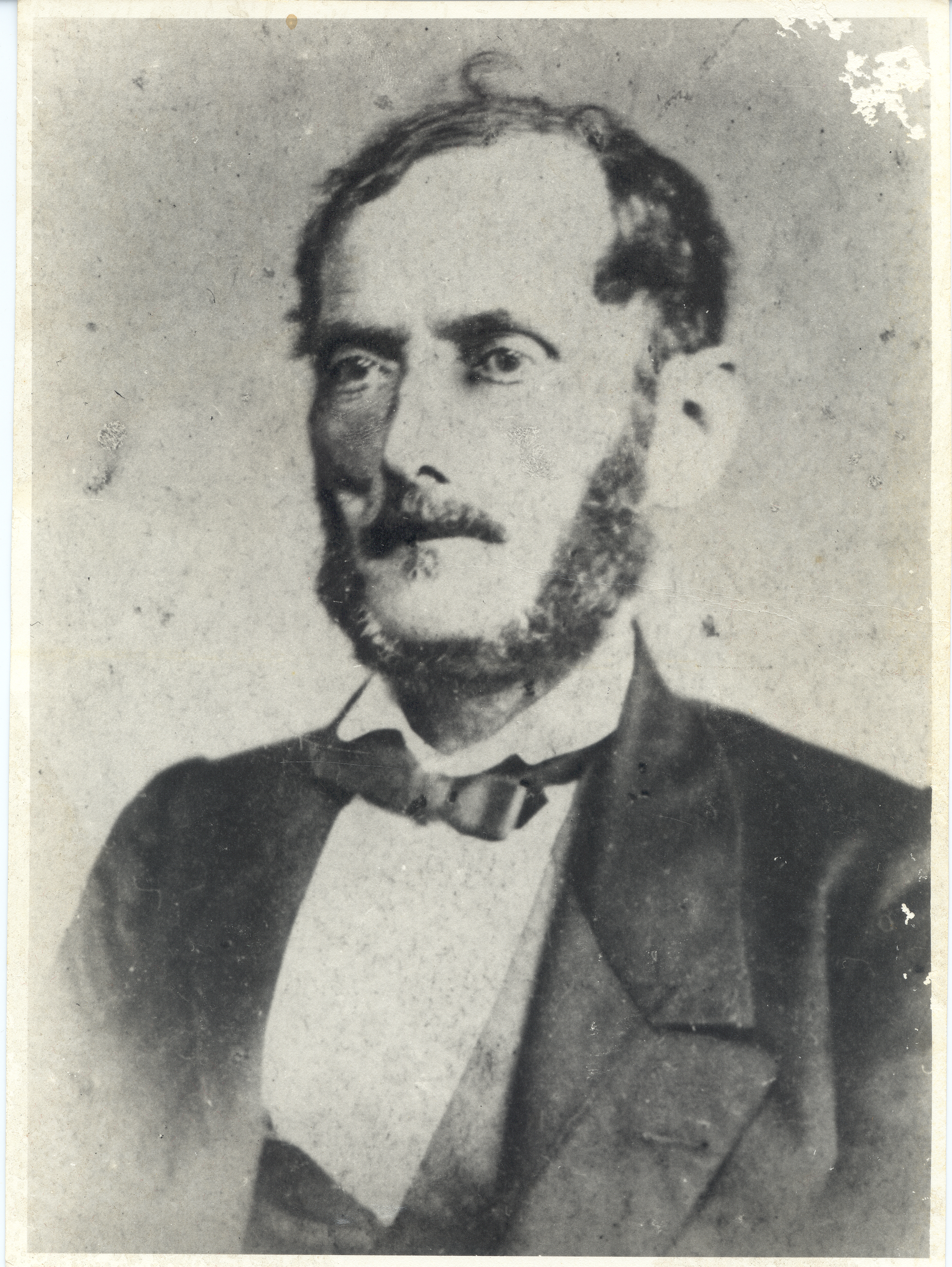
Hercule Florence (unbekannter Fotograf)

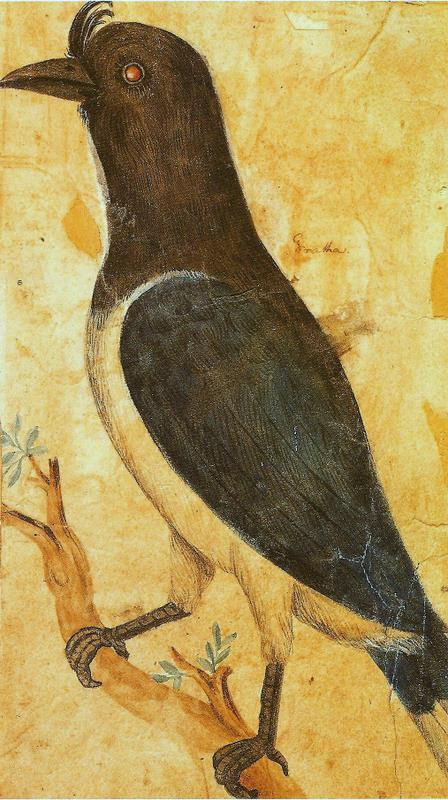
Krauskopf-Blaurabe (1827)

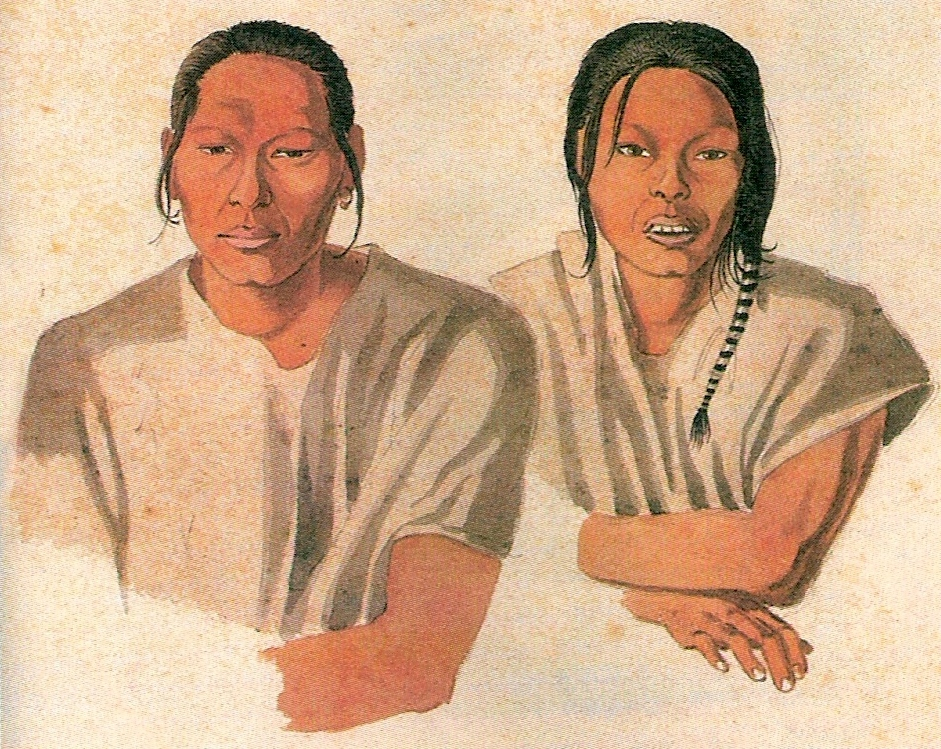
Guaná (1827)

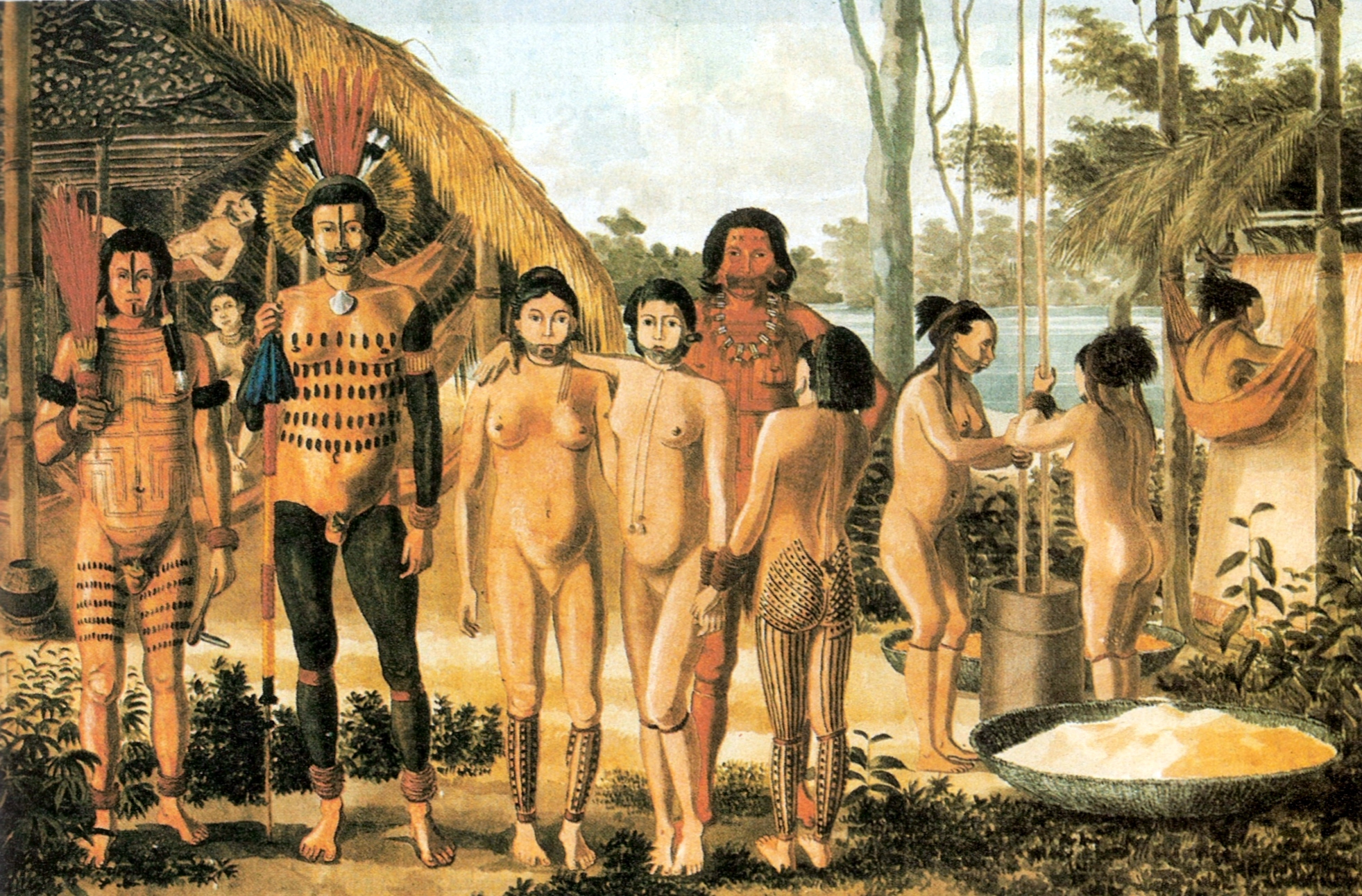
Apiacá am Rio Arinos (1827)

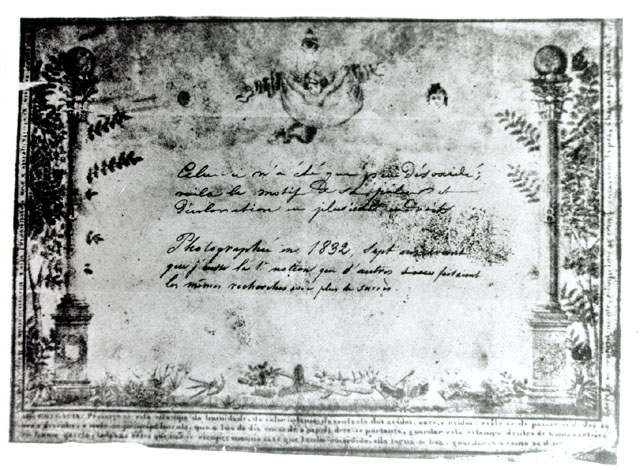
Fotokopie mit dem Verfahren von Florence (ca. 1839)

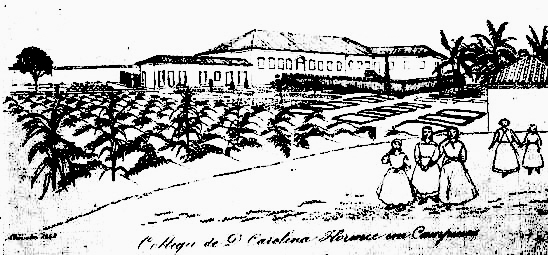
Hercule Florence: Colégio Carolina Florence in Campinas

Antoine Hercule Romuald Florence (geboren 29. Februar 1804 in Nizza; gestorben 27. März 1879 in Campinas) war ein monegassisch-brasilianischer Maler, Erfinder und Fotopionier.

## Leben
Hercule Florence war ein Sohn des Militärarztes Arnaud Florence (1749–1807) und der kleinadligen Monegassin Augustine de Vignallys. Seit 1807 wohnte die Familie in Monaco, und sein Vater arbeitete als Steuerbeamter in Ventimiglia. Florence ging auf Wanderschaft nach Antwerpen. 1823 heuerte er auf dem französischen Kriegsschiff Marie Thérèze an und nahm an der Blockade von Barcelona teil. Das Schiff fuhr im Februar 1824 von Toulon nach Brasilien, welches sich 1822 von Portugal unabhängig erklärt hatte. Am 1. Mai 1824 musterte er in Rio de Janeiro ab, weil er Arbeit in einem Hemdengeschäft gefunden hatte. Danach arbeitete er in der Druckerei von Pierre Plancher, der ab 1827 das Jornal do Commercio herausgeben sollte. Dort erwarb er sich Kenntnisse in der Kartographie. 1825 bewarb er sich auf eine Zeitungsanzeige, mit der Georg Heinrich von Langsdorff, Generalkonsul des Russischen Kaiserreichs in Brasilien, Personal für eine Expedition ins Landesinnere suchte, und wurde angestellt. Da der Zeichner Johann Moritz Rugendas sich von Langsdorff getrennt hatte, wurde der Franzose Adrien Taunay (1803–28) zum ersten Zeichner bestimmt. 1825 segelten sie zum Sammelpunkt des Unternehmens nach Santos und unternahmen mit anderen Wissenschaftlern Streifzüge durch das Küstenland unterhalb der Serra do Mar. In Porto Feliz war er Gast des Politikers Francisco Álvares Machado (1791–1846) und lernte dort seine spätere Frau Maria Angélica Álvares Machado e Vasconcellos kennen.
Im Juni 1826 erreichte die Expedition den Sertão und reiste bis 1829, vornehmlich auf Flüssen, in den Provinzen São Paulo, Mato Grosso und Pará.
Neben seinen Karten, Zeichnungen und Aquarellen entwickelte Florence während der Expedition ein System zur Aufzeichnung des Vogelgesangs und anderer tierischer Laute, das er „Zoophonia“ nannte. Die Expeditionsmannschaft war durch Unfälle und Krankheiten dezimiert, als sie am 13. März 1829 nach Rio zurückkehrte.
Florence hatte ein 84-seitiges Expeditionstagebuch geführt, das bei seinem Freund Félix Taunay (1795–1881), Bruder von Adrien, verblieb. Félix Taunay’s Sohn, der Historiker Alfredo d’Escragnolle Taunay, ließ es aus dem Französischen ins Portugiesische übersetzen und 1875 drucken. An seiner Reisebeschreibung Voyage fluvial du Tietê à l’Amazone schrieb Florence bis 1849, das Manuskript wurde allerdings erst 1977 gedruckt.
Am 4. Januar 1830 heiratete er Maria Machado und zog mit ihr nach Vila de São Carlos (später Campinas), dessen 7000 Einwohner, darunter 4000 Sklaven, vom Zuckerrohr lebten, dessen Verarbeitungsprodukte auf dem Landweg in das 130 km entfernte São Paulo und von dort nach Santos geschafft wurden. Florence betrieb im Ort eine Druckerei und einen Verlag und bot sich in der Region als Porträtmaler an. Mit seiner Frau hatte er dreizehn Kinder. Nach ihrem Tod im Jahre 1850 heiratete er 1854 die Lehrerin Carolina Krug (1828–1913), Tochter des 1852 aus politischen Gründen aus Kassel emigrierten Bildhauers und Demokraten Johann Heinrich Krug. Mit ihr hatte er weitere 7 Kinder. 1855 machte Florence seine einzige Europareise. 1858 besuchte ihn Johann Jakob von Tschudi auf seiner 1856 erworbenen Fazenda. Carolina gründete 1863 eine Mädchenschule für die Kinder deutscher Einwanderer, die nach Hercules Tod nach Jundiai verlegt wurde.
Florence betätigte sich als Erfinder und Geschäftemacher. Um seine mehr als 200 Zeichnungen aus der Expedition druckfertig zu machen, versuchte er die arbeitsaufwendigen Verfahren des Holzstichs und Kupferstichs durch einfachere Techniken zu ersetzen und erfand ein System der Mimeographie, das er als polygraphia bezeichnete. Seine technischen Fortschritte erlaubten ihm, bald auch den Mehrfarbendruck anzugehen und sogar fälschungssichere Banknoten zu drucken.
Um 1832 begann er mit Unterstützung des örtlichen Apothekers und späteren Botanikers Joaquim Correia de Melo (1816–1877) mit Experimenten, um Projektionen einer camera obscura zu fixieren, diese nannte er photographia. 1833 bestrichen sie Papier mit Silbernitrat, ein Verfahren, das Thomas Wedgwood 1802 veröffentlicht hatte. Im Unterschied zu Wedgwood gelang es ihnen, die Photographie zu fixieren. Seine im Livre d’Annotations et de Premier Matériaux festgehaltene Erfindung konnte er, weitab von den ökonomischen und politischen Zentren und vom damaligen Zeitschriften- und Wissenschaftsbetrieb isoliert, nicht publizieren, geschweige denn patentieren lassen; die Schrift wurde 150 Jahre später vom brasilianischen Fotografen Boris Kossoy herausgegeben.

## Schriften (Auswahl)
- Livre d’Annotations et de Premier Matériaux. 1832
- Voyage fluvial du Tietê à l’Amazone : par les provinces brésiliennes de Saint-Paul, Mato Grosso et Grao Para : un peintre de l’expédition Langsdorff découvre le Brésil, 1825 - 1829. Besançon : La Lanterne Magique, 2013
  - Viagem fluvial do Tietê ao Amazonas de 1825 a 1829. Übersetzung Francisco Álvares Machado und Vasconcellos Florence. São Paulo : Editora Cultrix, 1977
- Ensaio sobre a impressão das notas de banco por um processo totalmente inimitável, precedido por algumas observações sobre a gravura das mesmas notas, e o modo de se conhecer as que são falsas. Campinas: Tipografia de Costa Silveira, 1841.
- Jacques M. E. Vielliard (Hrsg.): A Zoophonia de Hercule Florence. Cuiabá : Editora da Universidade de Mato Grosso, 1993 [Revista Trimensal do Instituto Histórico Geographico e Ethnographico do Brasil. Rio de Janeiro: B.L. Garnier, tomo XXXIX, parte segunda, 1876, S. 321–336]
- Mario Carelli (Hrsg.): A descoberta da Amazônia : os diários do naturalista Hercule Florence. São Paulo : Marca d’Agua, 1995.